# Liburna

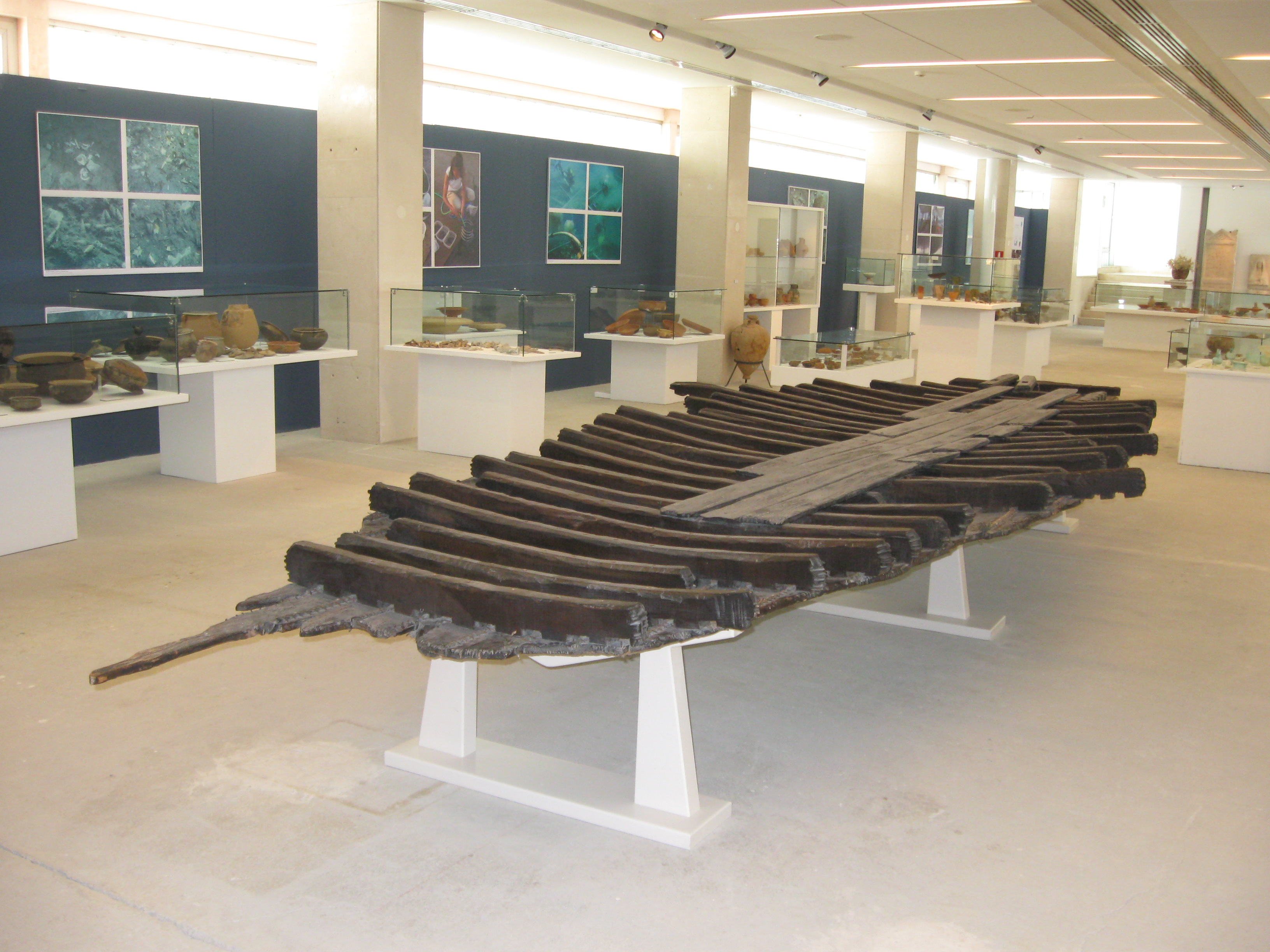
Restos de la parte inferior del casco de una liburna conservados en el Museo Arqueológico de Zadar (Croacia).

La liburna o libúrnica es una embarcación que tuvo su origen en Liburnia, provincia de Dalmacia y que empleaban en la piratería. 

## Características
Con el auxilio de estas naves venció Augusto a Marco Antonio en la célebre batalla de Actium y desde entonces se les dio la preferencia en las armadas romanas. Las construían con madera de ciprés, alerce y abeto, con clavazón de cobre con preferencia a la de hierro. 
Había liburnas con un orden de remeros (monorremes), como dice Jal en su Arquéologie Navale, París, 1840. Añade que debían de ser ligeras, fáciles de gobernar y poco elevadas. Otras más capaces de dos, tres, cuatro, cinco y aun aseguraban que en la batalla de Actium las hubo de seis órdenes y de más, como admite Vegecio en Epitoma rei militaris. Según Eutropio llevaban espolón. 

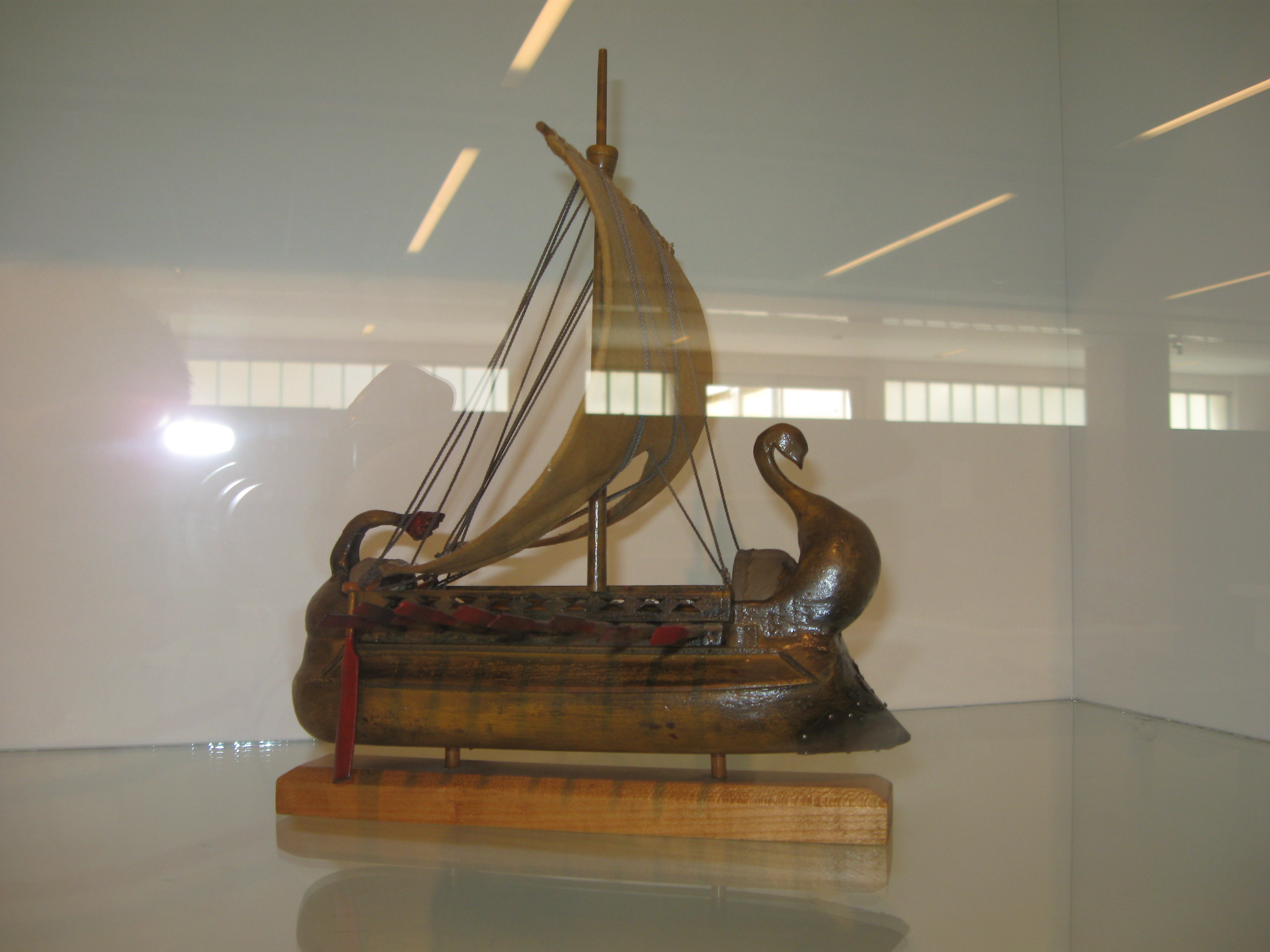
maqueta con la reconstrucción una liburna en el Museo Arqueológico de Zadar (Croacia).

Cada una tenía un contramaestre que enseñaba y ejercitaba diariamente en sus respectivas maniobras a los remeros, pilotos y soldados. Las mayores llevaban de avanzada una falúa de cuarenta remos para hacer la descubierta, sorprender las naves enemigas, interceptar sus convoyes y avisar de su derrota y de sus intenciones. Para que no fuesen avistadas por los enemigos las pintaban, así como sus velas y jarcias de un color verde pardo para que pasaran inadvertidas en el mar y del mismo color vestían a los marineros y soldados que iban embarcados en estas naves.